# William L. Ward
William Lukens Ward, född 2 september 1856 i Greenwich i Connecticut, död 16 juli 1933 i New York, var en amerikansk politiker (republikan). Han var ledamot av USA:s representanthus 1897–1899.
Ward efterträdde 1897 Benjamin L. Fairchild som kongressledamot och efterträddes 1899 av John Q. Underhill.
Ward är begravd på Kensico Cemetery i Valhalla.